# Папаниче (Кротоне)
Папаниче је насеље у Италији у округу Кротоне, региону Калабрија.
Према процени из 2011. у насељу је живело 2705 становника. Насеље се налази на надморској висини од 152 м.